# Luis Díez-Alegría
Luis Díez-Alegría Gutiérrez (Buelna, concejo de Llanes, 1 de octubre de 1909 - Algeciras, 8 de septiembre de 2001) fue un militar español. 
Era hermano del también militar Manuel Díez-Alegría Gutiérrez y del sacerdote Jesuita José María Díez-Alegría Gutiérrez.

## Biografía
Nació en el barrio de Buelna, perteneciente a la Parroquia de Pendueles, municipio de Llanes. Estudió el bachillerato en el Real Instituto Jovellanos de Gijón.
Ingresa en la Academia de Ingenieros del Ejército en 1925, en la que asciende a Teniente en 1930. En 1936 participa en la marcha que hizo el regimiento de trasmisiones para unirse a las tropas del general Franco, ascendiendo a Capitán durante la guerra civil. En 1941 asciende a Comandante por méritos de guerra, y es destinado al Servicio Militar de Ferrocarriles y luego al Servicio de Fortificaciones de la Zona Sur. Se alista como voluntario a la División Azul, donde sirve durante 20 meses. 
A su regreso a España, tuvo varios destinos, siendo, entre otros, profesor de la Escuela de Aplicación de Ingenieros, y jefe del Servicio Militar de Ferrocarriles. En 1955 es ascendido a Coronel, y en 1961 a General de Brigada. Fue nombrado jefe de ingenieros de la VI Región Militar en Burgos, donde ascendió a General de División, pasando a ser Gobernador militar de Asturias. Luego, al ascender a teniente general, siendo el más joven de España en alcanzar dicho grado, se le nombró Capitán General de la VII Región Militar. Entre marzo de 1969 y enero de 1972 ocupa el cargo de director general de la Guardia Civil. A continuación es nombrado Jefe de la Casa Militar del entonces Jefe del Estado, Francisco Franco, hasta 1975. 
En octubre de 1976 sustituye en el Consejo del Reino y en el Consejo de Regencia al General Ángel Salas Larrazábal. Senador por designación Real entre el 15 de junio de 1977 y el 2 de enero de 1979, año en el que pasa a la reserva.